# Sulaiman Baba Timbo
Sulaiman Baba Timbo (* 14. August 1938 in Rokulan) ist ein ehemaliger sierra-leonischer Politiker und Diplomat.

## Ausbildung
Nach der Public School in Bo (Sierra Leone) besuchte Sulaiman Baba Timbo das Fourah Bay College der University of Sierra Leone. Sein Diplom machte er in Development Economics Degree (Politik und öffentliche Verwaltung).

## Werdegang
Sulaiman Baba Timbo trat 1963 in den auswärtigen Dienst. Von 1963 bis 1965 war er Assistent des Botschaftssekretärs in der Zentrale in Freetown. Anschließend war er bis 1965 Leiter der Kanzlei in Dakar (Senegal).
Danach war er bis 1978 er zur UNESCO abgeordnet. Von 1965 bis 1966 war er Attaché in Paris, von 1966 bis 1968 war er Executive Assistant. Er stieg 1969 in den Rang eines Verwaltungsdirektors auf, den er bis 1971 innehatte. In der Folge war er bis 1974 Verwaltungsdirektor in der Abteilung Entwicklungszusammenarbeit und Programme im Regionalbüro der UNESCO in Dakar (Senegal). Von 1974 bis 1977 war er Verbindungsbeamter der Unesco-Programme in der Region Zentralafrika und Ostafrika für die Länder Kenia, Uganda, Tansania, Somalia, Malawi, Sambia und die quasi-unabhängigen Gebiete von Südafrika (Lesotho, Botswana, Swasiland) und der East African Community. Danach war er bis 1978 Leiter der Abteilung Stipendien in Paris.
Von 1978 bis 1987 war er der erste Botschafter von Sierra Leone in Riad (Saudi-Arabien), mit Akkreditierung in den Emiraten am Golf (Kuwait, Katar, Oman, Bahrain) und Abu Dhabi (Vereinigte Arabische Emirate). Danach zog er sich vorübergehend aus dem diplomatischen Dienst zurück und verbrachte die Jahre von 1987 bis 1993 als Geschäftsführer einer Farm in Sierra Leone.
Vom 10. Februar 1995 bis am 13. März 1997 war er Botschafter in Brüssel mit Akkreditierung in Paris (Frankreich) den Benelux-Staaten und der Europäischen Union.